# Leo Sherwin George
Leo Sherwin George (nacido el 16 de febrero de 1983) es un jugador de fútbol profesional dominiqués que juega en la demarcación de delantero.

## Biografía
Debutó como futbolista profesional en 2004 con el Sagicor South East United, club en el que sigue hasta la fecha de hoy, jugando por el momento un total de ocho temporadas con el club. Además, Leo debutó el mismo año con la selección de fútbol de Dominica al ser convocado por el seleccionador Don Leogal, haciéndolo debutar el 26 de marzo de 2004, y siguiendo en la selección hasta hoy con el que fuera seleccionador Kirt Hector, entrenador que falleció el 19 de abril de 2013. Además con la selección también llegó a jugar la clasificación de Concacaf para la Copa Mundial de Fútbol de 2010, siendo eliminado en la primera fase contra Barbados.

## Clubes
| Club                      | País                                 | Año         |
| ------------------------- | ------------------------------------ | ----------- |
| Sagicor South East United | Dominica                             | 2004 - 2018 |
| Unique FC                 | Islas Vírgenes de los Estados Unidos | 2018 -      |